# Charles E. Bohlen

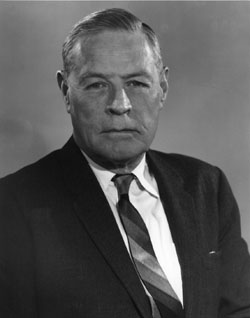
Charles E. Bohlen

Charles Eustice Bohlen, genannt Chip Bohlen (* 30. August 1904 in Clayton, Jefferson County, New York; † 31. Dezember 1974 in Washington, D.C.) war ein US-amerikanischer Diplomat.

## Leben
Bohlen machte 1927 seinen Abschluss an der Harvard University. Er war 1929 bis 1969 im Dienste des US-Außenministeriums; unter anderem bekleidete er von 1947 bis 1949 sowie noch einmal zwischen 1951 und 1953 als Counselor of the Department of State, eine der ranghöchsten Positionen in dieser Behörde. Wie sein gleichaltriger Freund George F. Kennan erfuhr Bohlen eine gründliche Ausbildung zum Russland-Spezialisten. Er war 1953 bis 1957 Botschafter der Vereinigten Staaten in Moskau (wo er Kennan nachfolgte), von 1957 bis 1959 in Manila und schließlich von 1962 bis 1968 in Paris.
Bohlen sah seine Aufgabe nach 1945 in der Zeit des Kalten Krieges darin, seiner Regierung ein Bild der Sowjetunion unter Josef Stalin zu vermitteln, das von Realismus geprägt war.
1956 wurde Bohlen in die American Academy of Arts and Sciences gewählt. Die Michigan State University verlieh ihm 1960 die Ehrendoktorwürde.
Seine Memoiren erschienen 1973 unter dem Titel Witness to History. 2006 wurde er auf einer Briefmarke verewigt.